# Самусь Геннадій Васильович
Генна́дій Васи́льович Самусь (25 липня 1993 — 2 лютого 2016) — сержант Збройних сил України, учасник російсько-української війни.

## Життєпис
Народився 1993 року в селі Краснопілля Коропського району (Чернігівська область). Навчався у Краснопільській ЗОШ, закінчив Конотопське ПТУ, здобув професію газоелектрозварювальника та автослюсаря; займався боксом. Рано лишився сиротою, після смерті батьків проживав з сестрою Оленою 2013 року проходив строкову службу у Василькові, в/ч А2860. По закінченні строкової служби уклав контракт, продовжив службу у Броварах; згодом написав рапорт про направлення в зону бойових дій. Сержант зенітно-ракетного дивізіону, 96-та зенітна ракетна бригада; головний сержант батареї.
Пройшов 2 ротації на позиції «Зеніт» біля Донецького аеропорту (лютий-квітень та липень-вересень 2015) — у складі зведеного загону ВПС «Дика качка». В часі служби отримав звання молодшого сержанта, відзначений армійськими і військовими відзнаками. У березні 2015 року зазнав кульового поранення в ліву руку, після лікування повернувся до частини.
2 лютого 2016-го пополудні під час патрулювання території поблизу селища Спірне Артемівського району військовики підірвалися на «розтяжці». Геннадій загинув від чисельних уламкових поранень, ще 4 поранених доставлені до шпиталю у Сватове. Тоді ж загинув солдат Леонід Козороз.
Похований в селі Краснопілля Коропського району.

## Нагороди та вшанування
За особисту мужність, сумлінне та бездоганне служіння Українському народові, зразкове виконання військового обов'язку відзначений — нагороджений
- орденом «За мужність» ІІІ ступеня (8.4.2016, посмертно)[1]
- нагрудний знак «За оборону Донецького аеропорту» (посмертно)
- 12 травня 2016 року в селі Краснопілля біля Будинку культури відкрито та освячено меморіальну дошку в пам'ять Геннадія Самуся.